# せいかガーデンシティ
せいかガーデンシティ（せいかガーデンシティ）は、京都府相楽郡精華町祝園西の学研都市線（JR西日本）祝園駅・近鉄京都線新祝園駅前にあるショッピングセンター。

## 概要
祝園駅西特定土地区画整理地内の商業用地集約換地によって整備された。
2007年（平成19年）5月16日にプレオープンし、同5月18日にグランドオープン。シード（現・メルディアDC）が建築 やテナントの運営管理を行い、地権者で構成されるイー・エル・シーが建物本体を貸与している。なお、各駅から施設へは2006年7月に完成したペデストリアンデッキにて直結している。

## テナント

### 1階
- コープ（京都生協）祝園駅（スーパー）
- キリン堂祝園駅店（ドラッグ）
- 奈良ニシカワ じてんしゃ館（自転車）
- ル・フルティエ（パティスリー＆カフェ）
- Chene（切花・ガーデンショップ）
- ゴールドラッシュ（貴金属買取）
- 祝園郵便局(郵便局)
- クリーニングMayせいかガーデンシティ店（クリーニング）
- おしゃれ工房せいか店（衣料リフォーム）
- せいえい情報館（不動産）
- セレクトカメラ 祝園（プリントショップ）
- なごみ（ボディケア＆リラクゼーション）

### 2階
- しまむら祝園駅前店（ファッションセンター）
- ザ･ダイソー京都祝園駅前店（バラエティ雑貨）
- 明光義塾祝園教室（個別指導）
- とも スキンケアクリニック（皮膚科・美容皮膚科）
- 京都きもの 美装館（着付教室・和装雑貨）
- ポーラ ザ ビューティ（リペアエステ）
- おざさ歯科医院（歯科・小児歯科・審美歯科）
- SEED（USED&SELECT）
- メガネステーション（メガネ・補聴器）
- デザイニングヘアー Deux（美容室）